# Primeira Igreja Batista de Glenarden Internacional
A Primeira Igreja Batista de Glenarden Internacional (em inglês:   First Baptist Church of Glenarden International) ou FBCG é uma mega-igreja evangélica batista membra de Converge situada em Upper Marlboro, Estados Unidos. Seu líder é o pastor John K. Jenkins Sr.. Em 2024, teria um público de 12.000 pessoas.

## História

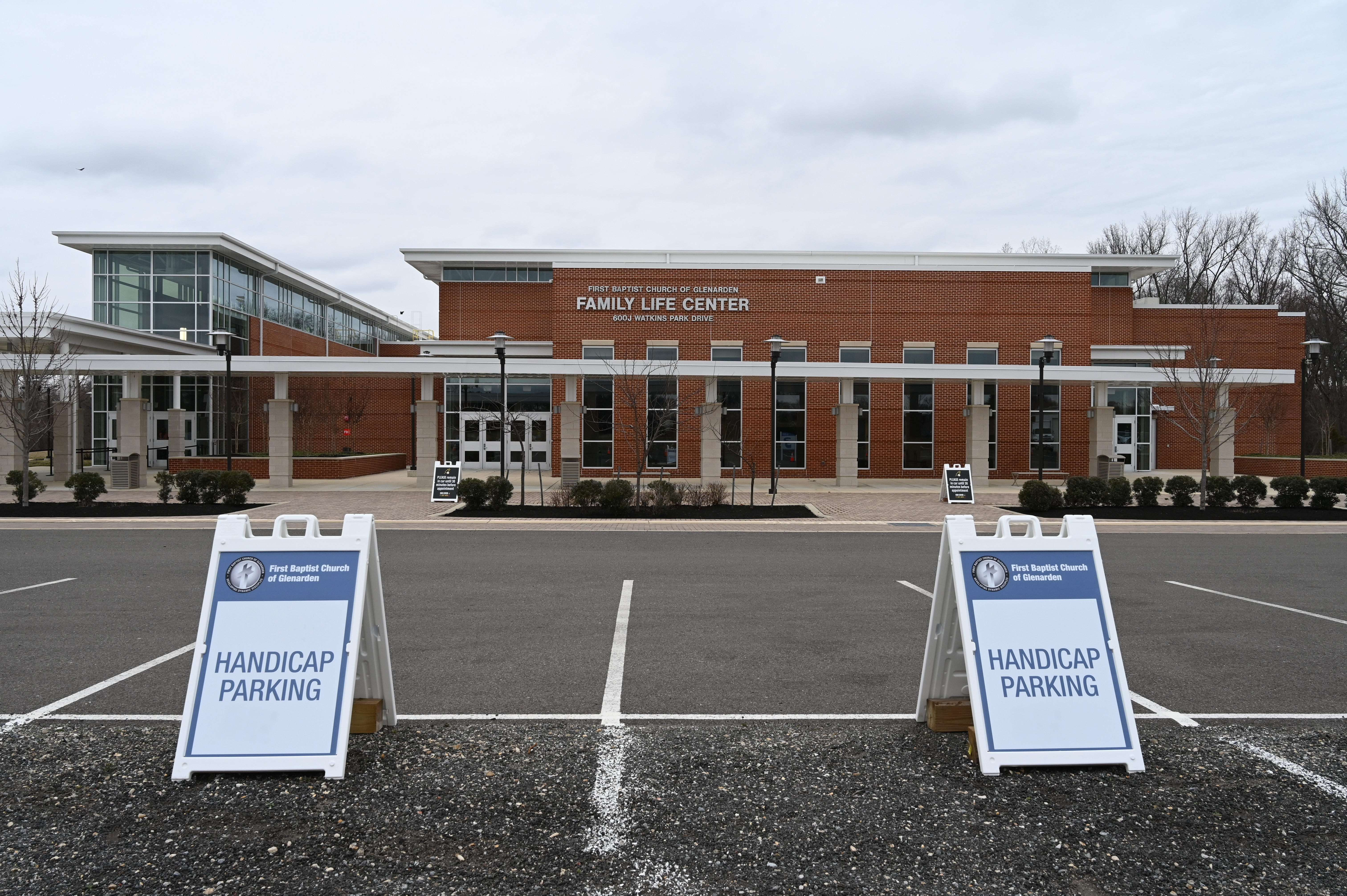
Centro de vida familiar, um centro comunitário, ao lado da igreja.

A igreja tem suas origens em um grupo de estudos bíblicos domiciliares de 1917 liderado por Robert Warren e sua esposa.  Em 1920, abriu seu primeiro edifício em  Glenarden.  Em 1989, John K. Jenkins Sr. se tornou o pastor titular da igreja de 500 membros.  Em 2007, fez a dedicação de um novo prédio  em Upper Marlboro, incluindo um auditório de 4.000 lugares.  Em 2012, ela ganhou seu terceiro Prêmio Hoodie de Melhor Igreja Afro-Americana por sua influência positiva em sua comunidade.  Em 2018, inaugurou um centro comunitário com ginásio e pavilhão esportivo. Em 2021, ela sediou uma clínica de vacinação contra a Covid-19 em seu centro comunitário.
De acordo com um censo da igreja de 2024, ela disse que tinha uma frequência semanal de 12.000 pessoas. 

## Crenças
A Igreja tem uma confissão de fé Batista e é membra de Converge. 